# Нижние Татмыши (Аликовский район)
Ни́жние Та́тмыши (чув. Анат Татмӑш) — деревня в Аликовском муниципальном округе Чувашской Республики. Входила в состав Ефремкасинского сельского поселения до его упразднения в 2022 году.

## География
Расположена в 6-7 км к востоку от села Аликово. На западе примыкает к деревне Верхние Татмыши.
Через деревню проходит местная автодорога «Аликово — Вотланы».

## Климат
Климат Аликовского района умеренно континентальный с продолжительной холодной зимой и тёплым летом. Средняя температура января −12,9 °C, июля 18,3 °C, абсолютный минимум достигал −44 °C, абсолютный максимум 37 °C. За год в среднем выпадает до 552 мм осадков.

## Население
| 2010 | 2012 |
| ---- | ---- |
| 151  | ↗183 |

Национальный состав: чуваши — 100 % (2002 г.).

## История
По состоянию на 1917 год входило в состав Асакасинской волости Ядринского уезда Казанской губернии.

### Современные Нижние Татмыши
Несколько колхозов располагавшихся в районе были объединены в СХПК «Волга». Местные жители в основном ведут натуральное хозяйство.
Деревня газифицирована.

## Средства массовой информации
- Радиостанции: В районе прекратили использовать проводное радио. Поэтому население использует радиоприёмные устройства для приёма местных и республиканских каналов на чувашском и русских языках.
- Телевидение: Население использует эфирное и спутниковое телевидение, за отсутствием кабельного телевидения. Эфирное телевидение позволяет принимать национальный канал на чувашском и русском языках.